# Келли, Джин Луиза
Джин Луи́за Ке́лли-Пита́ро (англ. Jean Louisa Kelly-Pitaro; 9 марта 1972, Вустер, Массачусетс, США) — американская актриса, наиболее известна благодаря своей ранней роли в фильме Джона Хьюза «Дядюшка Бак» (1989), а также роли в ситкоме «Да, дорогая» (CBS, 2000—2006). С тех пор Келли появлялась в эпизодах сериалов «Анатомия страсти» и «C.S.I.: Место преступления», снималась в фильмах канала Lifetime.

## Биография
Келли родилась в Вустере, штат Массачусетс, в семье учителя английского языка и преподавательницы игры на фортепиано. С 1997 года она замужем за Джеймсом Питаро. У супругов есть двое детей — сын Шон Питаро (род. 2003) и дочь Джози Питаро (род. 2006).